# Герман, Людомил

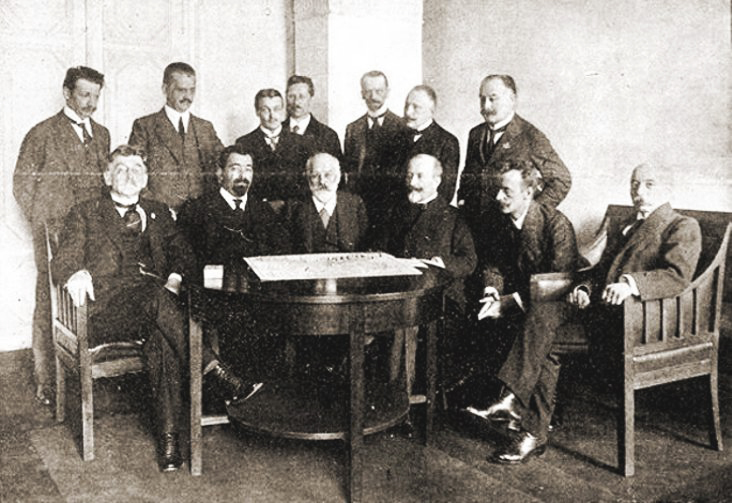
Галицкий главный национальный комитет. 1914. Сидят (слева направо): Людомил Герман, K. Сроковский, Э. Зеленевский, председатель В. Л. Яворский, В. Сикорский, И. Штейнгауз

Людомил Герман (пол. Ludomił German; 16 сентября 1851, Добчице —21 января 1920, Львов) — польский драматург, либреттист, литературный критик, переводчик, политический и общественный деятель.

## Биография
В 1877—1906 трудился в системе народного образования. В 1905—1908 — председатель Литературного общества им. Мицкевича.
Либеральный политик. С 1907 года избирался в австрийский парламент.
Посол (депутат) галицийского Краевого сейма двух созывов (с 1910). В 1914 году от демократических сил вошёл в состав Восточной секции Галицкого главного национального комитета.
Автор драм («H.K.T.», «Gdzie szczęście?», обе поставлены в 1898) и оперных либретто («Goplana», «Janek»), ряда критических статей по вопросам литературы и искусства («O dramatach Józefa Szujskiego», «Przegląd Polski», 1888).
Первым в Польше перевёл с немецкого на родной язык «Песнь о Нибелунгах» («Niedola Nibelungów», Варшава, 1884).
В 1904 стал почётным гражданином города Новы-Тарг.
Отец Юлиуша Германа, писателя и драматурга.
Умер во Львове. Похоронен на Лычаковском кладбище.